# るくるく
『るくるく』はあさりよしとおによる日本の漫画作品。『月刊アフタヌーン』（講談社）にて、2009年5月号まで連載された。単行本は講談社アフタヌーンKCより全10巻が刊行されている。

## 概要
人柄は穏やかだが飲む打つ買うのロクデナシな父親を持ち、父子家庭で育った主人公・鈴木六文と、鈴木家に突然居候をはじめた悪魔の姫・瑠玖羽（通称・るく）とそのお連れの悪魔達、更には悪魔を退治するために地上に降りた天使達とのドタバタコメディ作品。あさりよしとおの持ち味である「ちょいエロ」、「ナンセンス」、「ブラックユーモア」、「意味深な伏線」が満遍なく盛り込まれている。
なお、作品には揶揄やコメディのネタとして、キリスト教を筆頭に、仏教や神道などを宗教的要素が盛り込まれている。

## あらすじ
ある朝、目を覚ました六文が目にしたのは「家族の代わり」を自称する2人の悪魔と、父親殺害という惨劇の痕跡だった。
悪魔が語るところによると、父親を殺したのは天使であり、これは、キリスト教の「七つの大罪」すべてを犯した父親への天罰だという。納得のいかない六文は、なぜ悪魔が地上にいるのか、その目的は何かと問う。それに対しての答えは…
「地獄が悪人の魂で満杯になっているので、地上で善行を成して人心を健やかにして、人間を天界におくるため」
だという。どこか釈然としないものを感じつつ、六文と悪魔達、そして天使に惨殺されかけながら悪魔の力で黒猫として転生した父親の珍妙な共同生活が始まるのだった。

## 登場人物
作者のあさりよしとおが得意とする、「何処かズレてる」人たちが登場する。善良な悪魔や、正義のためなら見境ない天使、自分の欲望に暴走する幼馴染、微妙に変態な友人たち、そして無難であることを処世術とする主人公…などなど。

### 悪魔
瑠玖羽（るくは）
ヒロインである悪魔の姫。外見は10～12歳の少女だが、長い黒髪を手に変えて荷物を運んだり、翼に変えて空を飛んだりもできる。半眼ながら大きな目が特徴的。通称「るく」。
性格は控え目かつ寡黙で、普段あまり感情を表に出さないが、一方で、連れの悪魔達に対して激しい体罰をする気性の激しい面もある。本来は人間を遥かに超越した能力の持ち主だが、人間界についての知識は浅く、何事にも積極的に挑戦するが、得てしてとんでもない結果を招く。特に料理が下手で、ブブ曰くお菓子作りに至っては錬金術の域に達しており、ケーキの材料で鍋敷きを作ったことも。倹約は得意だが、自身の目的のためなら程度を知らず、また時々無茶をするため、鈴木家の経済は一向に改善しない。ただ、少なくとも食生活はだいぶ改善された模様である。
音楽とバニラの香りなどお菓子の匂いを好み、お菓子の中でもシュークリームやアイスには目がない。音楽を聴くと踊り出さずにはいられなくなる。他にはカメラや映画にも凝っている。踊っているところを他人に見られるのは恥ずかしいらしく、非常に怒って手下の悪魔に当り散らすことも。自室やエロ本といった内容で六文をからかうなど微妙に悪魔らしい行動を見せてもおり、それなりに地上の生活を楽しんでいる様子である。
元になったのはおそらくルシファー (Lucifer)。明けの明星と呼ばれ堕天使の長とされる。瑠玖羽が部下を体罰する際に使うモーニングスターは偶々ではなく「夜明けの明星」という呼び名から来ている。また、本作の英字タイトルの頭文字もローマ字読みのRとKではなくLとCが使われている。

ブブ
瑠玖羽の従者。案山子の様な風貌をしており、時々その仮初めの体を抜け出し、どこかで謎の奉仕活動をしている。基本的に人間界に対して無知な瑠玖羽に突っ込みを入れる役目だが、些か表現がきついため、その見返りとして鉄球で返り討ちに遭うのがお約束となっている。現在の鈴木家に現金収入をもたらしている働き手で、アルバイトも時折している。六文以外には適当な普通の人間の姿をとっているものの、六文の目からはやっぱり案山子にしか見えないため、かなり奇妙な勤労風景となっているようだ。数の前では人間に見えることを利用して素っ裸でいる等、悪魔だけに腹黒い。読者には六文同様に案山子の描写が主である。好きなものは人の不幸や絶望。あまり正体を表さないが、ルミエルの前で一度だけ、その位（上級一位）と自分の潜在魔力を訓示したことがあり、ルミエルにとってはその時の恐怖がトラウマとなって焼き付いている。
元になったのはベルゼブブ（Beelzebub）。蠅の王（本来は館の王）と呼ばれ、「失楽園」（17世紀の英国詩人ミルトンの作品）においては、ルシファーの右腕的な存在とされている。堕ちる前の天使階級は第1級の熾天使クラス。
ベル
瑠玖羽の従者。顔は卵状でのっぺりしており、ファスナーがついている。そのファスナーの内側に光る大きな目玉が印象的な悪魔である。普段は鈴木家には居候はしていないが、瑠玖羽の命令に従っていろんなボランティア活動に参加している。またブブとつるんで日中はバイトに精を出していることもしばしば。こちらも他人の目には人間の姿に見えるらしい。
元になったのはベルフェゴール（Belphegor）。その意味は穴の王とされ、人間を観察するために地上に降りることもあったとされている。堕ちる前は権天使の王として君臨していた。
レヴィ
瑠玖羽の従者。くるくる包帯巻きに長髪を覗かせる悪魔である。やはり、普段は鈴木家にはいないが瑠玖羽の命令に従っていろんなボランティア活動に参加している。やはりブブ同様に他人の目には人の姿で日中のバイトに勤しんでいる様子。
元になったのはレヴィアタン（Leviathan、英語ではリヴァイアサン）。巨大な海の悪魔で、その意味はとぐろを巻くものであり、海竜や海蛇の姿で描かれることが多い。なお、初登場時は水の悪魔らしくプールの監視員（なぜか水中で）をしていた。堕ちる前の天使階級は第1級の熾天使クラス。
ドン
瑠玖羽の従者。あまり登場しないが、悪魔仲間内からは「ドンちゃん」と呼ばれ、ボランティアの人手に動員されたりしている。バッタに王冠をかぶせたような風体をしており、更によくマフラーと胸当てをした姿で登場する。やはり他人には人間の姿に見えるらしい。
元になったのはアバドン（Abadon）。堕天使のひとり。「ヨハネの黙示録」によるとハルマゲドンでは御使いのラッパを吹き鳴らし、穴からイナゴの大群を率いて現れるとされる。蝗害を神格化したものだともいわれる。彼の外見や、初登場時にイナゴの佃煮を土産に持参したのは、このパロディである。
バホ
山羊頭の悪魔。瑠玖羽が「手作りの冬物衣料」を作る為に、生革を提供した。
元になったのはバフォメット（Baphomet）。
タン
瑠玖羽を連れ戻しに来た悪魔。地上にいる際は、木で出来たマネキンのような風貌をしている。ほとんどの場合、トレンチコートにソフト帽という格好で登場する。基本的には瑠玖羽を崇拝しているが、地上にとどまることを良しとせず、彼女が地上世界に執着する理由は六文にあると考え、六文を悪の道に引きずり込もうと誑かす。自称「正しい悪魔」で、人間の欲望に敏感に反応しては、その欲望を「悪魔らしい方法で」満たし堕落させようとしては、ブブたちに注意を受けている。ただし大抵は人間の欲望の深さやブブたちの茶々入れにも絡んで、目論見は妙な方向へズレていく。
元になったのはサタン（Satan）。その名は敵対者を意味し、全ての人間を誘惑する諸悪の根源とされている。元々は上位悪魔の総称だったが、ルシファーや悪魔の王と誤認されることも多い。
間接的に自身いわく、照れ屋らしい。

### 天使
ルミエル
天使軍団の一位（「位」は天使の数え方）。天使の位では、中級2位の力天使（ヴァーチュー）に属する。神の教えの忠実なる実践者であるが、あまり融通が利かず盲目的に突っ走る性格のため、何かするたび当人にもよく判らない結末を招いて苦悶している。
六文の父親、鈴木三文を「七つの大罪」を犯したとして罰するため惨殺しかけるが、これに助け舟を出した瑠玖羽たちと激しく対立。天使側の尖兵として彼らの殲滅を狙うが、実力差がありすぎるために手出しが出来なくなり悩むことになる。人間界での滞在期間が延びるにつれ経済的に困窮し、飢え死にしかけたところを梵提寺の和尚・凌貫に拾われ小坊主となる。ただでさえ、悪魔たちに悩ませられているところにヨフィエルが降臨し、勝手気儘に振る舞いはじめたために更に悩むことになる。中期以降は壊れキャラとなるが、再降臨後のヨフィエルが悩むようになったせいか下っ端のフォロー役となる。
天使なので両性具有。六文の中学校には「宗教関係のコネ」でセーラー服姿で時々潜入している。写真部騒動でうやむやのうちに部員の1人にされた。背中に翼を持つが、普段は「しまっている」らしい。空を飛べるのに電車に乗るなど完全に自分を見失っている。
ヨフィエル
天使軍団の一位。智天使の指導者として位置づけられており、「エゼキエル書」（四大預言者の1人エゼキエルの預言書）では4つの顔、腕、翼を持つ者とされている。
瑠玖羽達を殲滅するために地上に舞い降り、梵提寺の和尚・凌貫に憑依するが、彼の煩悩の強さに逆に封じ込められてしまう。ルミエルの工夫で何とか意識を繋ぎ、ことあるごとにハルマゲドン（天と魔の決戦）をしょぼいレベルで瑠玖たちに挑んでは一進一退を繰り返した。性格的にはルミエルに輪を掛けて「正義のためなら手段選ばず」ではあるが、周囲に足を引っ張られルミエル以上に訳の判らない結果を引き起こしている。一対一の闘いを挑むものの、圧倒的な力の差と瑠玖羽の正体の片鱗を見せ付けられ敗退。コミックス5巻末で自称エクソシストと悪魔の手助けによって凌貫の体を離れ天に帰った。このとき、天界には何もないと解し、天使の存在自体に疑問を抱いてしまう。
61話で再び地上へ舞い降り、今度は数に憑依するが、瑠玖羽の真の目的や、ミカエルの降臨に頭を悩ませることになる。
ペロ（仮称）
ヨフィエルが天界に援軍を要請した際に現れた、天使なのか悪魔なのかもわからない謎の女性。ペロと言う名前は「ごはんさんばいぺろりと食べたペロちゃん」と自称したことによるものだが、これも本当の名前なのかどうかは不明。一度、瑠玖羽は「ペル…」と言いかけて「ペロ」といい直している描写がある。
かなりスタイルの良い女性の姿をしており、性格は極めて奔放。羞恥心がなく、人前で平気で裸になるので、若い六文や数をドギマギさせる。登場時は記憶を失い赤子のようになっていた。ヨフィエルらの教育で片言の会話を覚えてからはヨフィエルに好意を寄せていた。梵提寺で生活していたが、ヨフィエルが一時天界へ帰ったのを機に梵提寺を離れ、神社で痴女まがいの行為をして食いつないだ後に、六文宅へ居候する。日中はブラブラしているようで、無責任なことをしては瑠玖羽を困らせ頭痛の種となっている。ヨフィエルが数に憑依して再臨したときは抱きついて喜んだ。一見なにも考えていないように見えるのだが、その飄々とした態度や表情の裏側で、時折意味深な台詞を放ったり、冷静に天使と悪魔の争いを傍観していたり、瑠玖羽のことを呼び捨てしたりと、ただものならぬ様相を呈することがある。最終話では悪魔たちと共に消えている。
やはうえ
天使軍団の主、神様のこと。作品には未登場ながら、ルミエルが手紙をしたためたり（2巻）、てるてる坊主をヤハウェに見立て、「やはうえさま」とお祈りをしたりしている（3巻）。てるてる坊主である理由はテレビアニメ番組『一休さん』、および同番組エンディングテーマ『ははうえさま』に由来する。また、てるてる坊主を包む布は聖骸布である。
旧約聖書の「詩篇」第115篇では偶像崇拝を咎め、ヤハウェ（神）を信仰の対象とせよと教えている。
元になったのはヤハウェ (YHWH) 。יהוהを推定音訳したもので「唯一神」を意味する。どうやら「いない」らしいが、結局詳細は不明のままだった。
ミカエル
天使軍団の一位。四大天使の一位で大天使の階級を持つ。
瑠玖羽の目的調査と調伏のためルミエルを地上に遣わした張本人。埒の明かない状況に業を煮やし、最後に自ら地上へ降りてきた。西念、しげみに憑依し瑠玖羽（というよりヨフィエル）を脅かした後、瑠玖羽と生き写しの姿で六文たちの前に姿を現した。
神の存在に疑問を抱いたヨフィエルを切り捨て、ルミエルに監視を命じるなど、ルミエルやヨフィエル以上に目的のために手段を選ばない性格。姿形こそ瑠玖羽にそっくりだが、家電製品を使いこなしたり、味覚が普通（瑠玖羽は一部普通ではない）だったりするために判別可能で、最終的に六文は見分けたようだ。ミカエルが六文に囁いた一言が発端となり世界が崩壊した。正真正銘の悪魔の囁き（天使なのに）で、この一言から六文は死にかけ、自分の存在を疑うようになる。

### 人間
鈴木 六文（すずき ろくもん）
本作品の主人公。ごく平凡な中学生だが、幼い頃から家に電気も水道も通っていないような「他とは違う」生活を送ってきたせいか、どこか達観したところがあり、天使に襲われたり父親が猫になったり悪魔が居候したりという異常事態を、釈然としないながらも受け入れている。
幼少の頃の記憶が曖昧で、過去を手繰り寄せようと悩む場面が散見され、その中で何度か親（特に母親）の愛に飢えている描写も見られる。瑠玖羽が彼の家にやってきたことも含め、それ以前から彼女には既視感があるなど、実は謎が多い人物。なお性格的には平々凡々、常識的で非常識な周囲（悪魔たちや天使・友人など）にはツッコミを入れまくっている。そこそこにスケベ。学校の成績は決して上位ではないが（クラス中位）、日常生活の知恵や雑学的な知識には明るい。なぜ瑠玖羽たち悪魔が鈴木家に居候して世話するようになったかについては最後まで謎。
名前の六文は三途の川の渡り賃である六文銭に由来すると考えられている。
鈴木 三文（すずき さんもん）
六文の父親。七つの大罪を（しょぼいレベルで）犯した罪でルミエルにより処刑されるが、ブブが残った身体と魂を掻き集めて黒猫として再生させた。猫の姿でも言葉はしゃべれる。博打好きが原因で破滅したにも拘わらず、猫になってからも競馬でなけなしの生活費をスるなどまったく懲りていない。
ライカのカメラや、シリンダー交換式オルゴールを持っていたり、オーストラリア先住民アボリジニの管楽器、ディジュリドゥを六文の小学校への入学祝に買い与えたりと、かなりマニアックな面を見せており、六文が雑学に明るいのもこの親ありきだと窺わせる。六文が幼い頃はまだ羽振りが良かったらしく、その頃色々な玩具を買い与えている。
凌貫（りょうかん）
金漠山・梵提寺（きんばくさん・ぼんていじ）の和尚。その枯淡な風体からは想像もつかない生臭坊主。コミックス5巻末までヨフィエルに憑依されていたが、その煩悩の強さで逆に彼を封じ込めていたほど。ただし、「子供とモチを政治に使うな」など奥底に本人なりの筋をのぞかせることもある。
仏教の原理主義者を自称し、禍々しい像（見た目はカーリーだが、彼いわく「千手観音」）に生贄を供えて祭っている。おまけに、千手観音像にかわって奥から出してきた更に旧い時代の真の本尊は、クトゥルフ神話の「古のもの」だった。しげみが登場してからは梵提寺の敷地を巡り宗教戦争を続けている。邪宗門呼ばわりしながら天使連中の面倒をみるなど実は面倒見が良い。モデルは良寛。
梵提寺の開祖
本尊を失った凌貫が敷地内から見つけた即身仏。ブブの悪戯で蘇生するが、とんでもない生臭。しかし本人曰く、僧侶でも何でもない一般人（大工の倅）で口八丁で他人にたかって生きて来たが、とある事件で無理やり即身仏にされた。
逸窮（いっきゅう）
凌貫のライバル。20年前に凌貫に敗れ、修行の旅に出ていた。それぞれの国々にはそれぞれの釈迦がいるとして、シベリア、アルプス、マゼラン海峡、サハラ砂漠を経、南米でついに最強の仏教に出会う。
なお、彼の言う「最強の仏教」は、体技と関節技が主体だそうだ。妙なこだわりが多くそれをネタに大騒ぎとなる。
西念（さいねん）
梵提寺の小坊主。まるで感情というものがなく表情もない。和尚が天使に憑依されようが、天使と悪魔の戦いで寺が崩壊しようが動じることがない、ある意味では作中で最も何かを悟っている人物。凌貫の世話から寺の雑事（生贄の解体まで）全般を黙々とこなす。ただあまりに開けっぴろげなペロちゃんの行動には恥ずかしがって顔をそむけたりしている。
地上に降臨したミカエルが最初に憑依した人物で、いつから憑依していたかは不明。
南足（きたまくら）
六文の同級生。健全な変態で、不自然なぐらい堂々としている。写真部に属し、瑠玖羽の盗撮写真をいっぱい保有。本人曰く、やましい写真ではないとのこと。男女の別なく「見ただけで服のサイズを当てられる」という特技の持ち主。快活だが独特の（不可解な）価値観を持ち、瑠玖と同居する六文を羨ましがっている。基本的に金に無頓着だが、妙なところでケチる。
佐池（さいけ）
六文の同級生。南足と同じくやっぱり変態。写真部に所属。彼にとっては「アイコラは芸術」らしい。ボソッととんでもないことを口走る、やや内向的な性格だが、写真部同輩の南足とは自身の「芸術」性を競い合う仲のようだ。他の級友たちが鈴木家の尋常でない実態を知って瑠玖羽を諦めていくなか、南足同様に最後まで鈴木家に出入りしていた。
大家 数（おおや かずえ）
六文の家の大家の娘でやや年の離れた幼馴染。高校生。高慢ちきで何かと六文にちょっかいを出すが、「六文をいじめていいのはあたしだけ」といった発言や、瑠玖羽にやたらと対抗心を燃やし追い出そうとするなど、六文に好意を持っているのは明白であり、所謂「ツンデレ」キャラ。ただし、一部女子より根暗と揶揄され、いじめをうけている様子。このいじめが原因で、心に隙を作り、ヨフィエルに憑依される結果となった。趣味はコスプレしてのセルフ撮影や同人誌収集（BL系）だが、周囲には隠しており、これを隠すときはヨフィエルに抵抗してみせた。眼鏡をかけることで数の自我が尊重されるのだが、ヨフィエルによると、「完全に融合すると自分も自分ではなくなる」ための防護措置らしい。基本的な役所（鈴木家の連中にツッコミをいれる、瑠玖羽にちょっかいを出す）はまったくかわっていない。
烏丸（からすま）
数が瑠玖羽達を祓うために呼んだ女エクソシスト。父親の代理で登場。通信講座で資格をとったらしい。悪魔祓いのための装備として、（鉄板入り）聖書、（ポリタンクに入った）聖水、（巨大注射器に入った）無害な薬、（通信販売で買った）邪悪探知機等がある。魔女狩りの実史における酸鼻を極めた残酷な行為（拷問）に対するパロディといえよう。その後、ヨフィエルを凌貫から分離させるために再度登場した。
名前の「からすま」は映画エクソシストのカラス神父に由来する。
荘司 しげみ（しょうじ しげみ）
神を深く信仰するメガネ少女。しかしその信仰心はやや狂信の域に達しており、ヨフィエルやルミエルでさえ眉をひそめるほど。しかも各界のシンパを通じ行使できる力は絶大なものがあり、軍隊を動かして任意に爆撃を行うこともできる。名前はジョージ・ウォーカー・ブッシュから。
怪しい古文書（昭和35年刊）に従い、梵提寺の敷地を聖地と称し、凌貫たちと宗教戦争を繰り広げる。敷地内にプレハブを建てて居座っているが、なんだかんだで梵提寺にも普通に出入りしている。数との邂逅によって、同様の趣味（BL）に走ってしまったことも。
最終巻でミカエルに憑依される。この状態ではるく同様髪の毛がつばさの形状に拡張される。

## 悪魔の能力
悪魔は世界のあらゆるところに存在し、様々な能力を持っているとされている。人間との干渉の仕方も様々であり、高位の悪魔であれば直接その精神に干渉し、中位の悪魔であれば物理的に干渉し、下位の悪魔であれば干渉できないとされている。ブブが文化祭のお化け屋敷の出し物で、人間の精神に干渉して自分自身の本性を見せることで恐怖を与えることができたのはこのためである。
ただし、ブブら悪魔たちは人間界で不当な手段で金銭や物品を手に入れない方針で、基本的にはバイトなどで鈴木家の生活費を賄っており、奉仕活動や家の修理、食物の栽培などの肉体労働を自ら行っている（リフォームなど一部怪しい資金調達もみられる）。

## 単行本
1. 2003年1月  (ISBN 978-4-06-321145-0)
2. 2003年5月  (ISBN 978-4-06-321149-8)
3. 2004年4月  (ISBN 978-4-06-321157-3)
4. 2005年2月  (ISBN 978-4-06-321168-9)
5. 2005年10月 (ISBN 978-4-06-321172-6)
6. 2006年7月  (ISBN 978-4-06-321178-8)
7. 2007年3月  (ISBN 978-4-06-321184-9)
8. 2007年12月 (ISBN 978-4-06-321187-0)
9. 2008年7月  (ISBN 978-4-06-321189-4)
10. 2009年7月  (ISBN 978-4-06-321192-4)